# Iva Zajíčková
Iva Zajíčková (Brno, 9 de marzo de 1948) es una deportista checoslovaca que compitió en ciclismo en la modalidad de pista, especialista en la prueba de velocidad individual.
Ganó siete medallas en el Campeonato Mundial de Ciclismo en Pista entre los años 1971 y 1978.

## Medallero internacional
| Campeonato Mundial | Campeonato Mundial          | Campeonato Mundial | Campeonato Mundial     |
| Año                | Lugar                       | Medalla            | Competición            |
| ------------------ | --------------------------- | ------------------ | ---------------------- |
| 1971               | Varese (Italia)             | Medalla de bronce  | Velocidad individual   |
| 1971               | Varese (Italia)             | Medalla de bronce  | Persecución individual |
| 1973               | San Sebastián (España)      | Medalla de plata   | Velocidad individual   |
| 1975               | Rocourt (Bélgica)           | Medalla de plata   | Velocidad individual   |
| 1976               | Monteroni di Lecce (Italia) | Medalla de bronce  | Velocidad individual   |
| 1977               | San Cristóbal (Venezuela)   | Medalla de bronce  | Velocidad individual   |
| 1978               | Múnich (RFA)                | Medalla de bronce  | Velocidad individual   |